# Henneaubrug
De Henneaubrug is een brug over de Brusselse Ring R0 op de Henneaulaan in Zaventem.

## Geschiedenis

### Bouw
De brug bestaat uit twee aparte bruggen noord en zuid en werd gebouwd van 2021 tot 2024. Ze telt 1 overspanning. De brug is gemaakt van Cortenstaal, een primeur voor een wegbrug in Vlaanderen, nadat dit eerder al werd toegepast voor fietsbruggen zoals de Conzettbrug en Fietsen door de Bomen. Dit vormt een roestlaag, maar roest niet door. Voordien was er een brug die slechts half zo breed was. Nu is er meer plaats voor zachte weggebruikers en zelfs voor dieren (er ligt een berm (ecoduct) van 10 m breed. Er zijn ook aan weerszijden ecotunnels voorzien. Het hemelwater wordt opgevangen in groenzones en reservoirs en kan op natuurlijke wijze insijpelen in de ondergrond. De aanleg van de brug heeft 3 jaar geduurd. Eerst werd één deel geplaatst en pas maanden later het tweede deel, zodat het verkeer kon blijven doorstromen.

## Gegevens Technische gegevens
- lengte: 105 m
- breedte: 45 m
- bovenbouw: middenstuk in cortenstaal